# Porte Dorée
Pour les articles homonymes, voir Porte dorée.
La porte Dorée ou porte de Picpus est l'une des 17 portes percées dans l'enceinte de Thiers (construite au milieu du XIXe siècle pour protéger Paris), située sur les boulevards des Maréchaux dans le quartier du Bel-Air du 12e arrondissement de Paris en France.

## Situation et accès

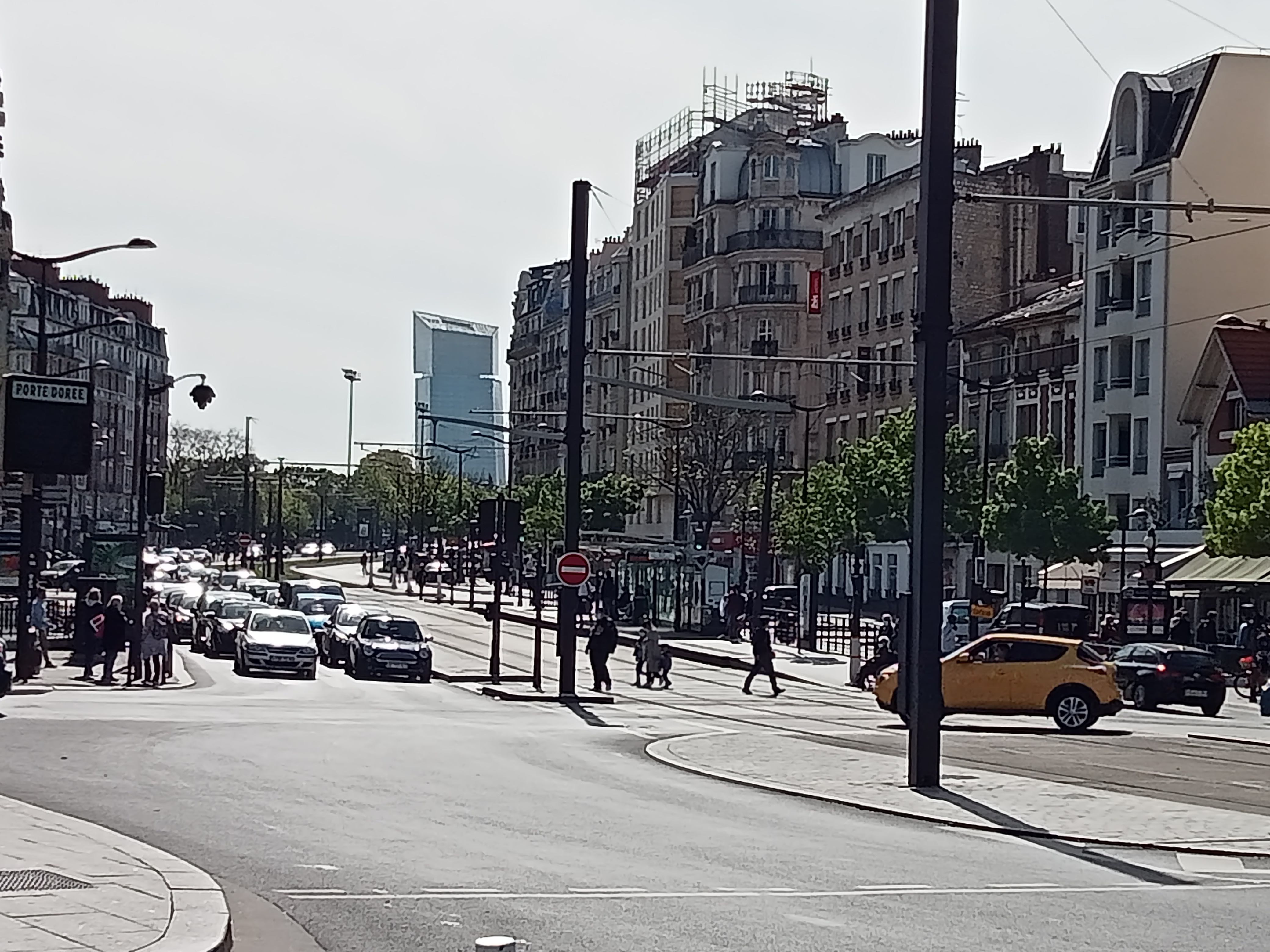
Porte Dorée en 2021.

La porte Dorée correspond à la zone de l’est du 12e arrondissement située près du boulevard Soult et du boulevard Poniatowski, dans le prolongement de l’avenue Daumesnil qui la traverse pour se prolonger à la limite de la commune de Saint-Mandé. Elle se trouve à 300 m au nord de la porte de Reuilly et 800 m au sud de la porte de Montempoivre.
La porte Dorée donne directement sur le bois de Vincennes. Elle permet un accès au boulevard périphérique extérieur et une sortie depuis la voie intérieure uniquement.
Elle est principalement desservie par la ligne 8 du métro à la station Porte Dorée et la ligne 3a du tramway.

## Historique

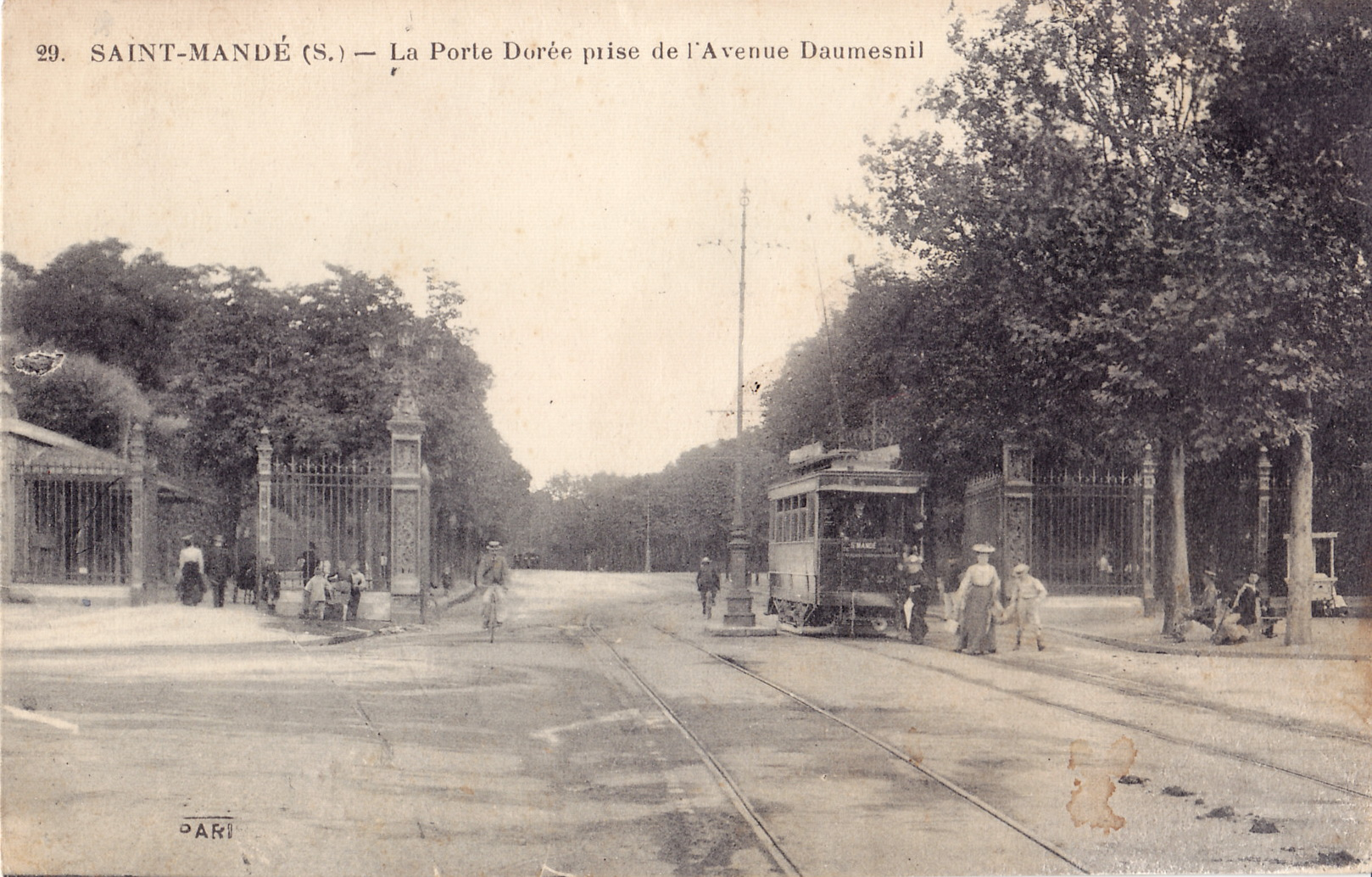
La porte Dorée dans les années 1900, avec les anciens tramways reliant Paris à sa banlieue.

Le lieu s’est, d’abord, appelé « Porte de Picpus », de l’enceinte de Thiers. L’usage la faisait nommer « porte de l’orée » (du bois de Vincennes), puis par déformation « Porte Dorée ».
Le secteur fut aménagé pour l’Exposition coloniale de 1931 qui donnait à voir une image de la France impériale qui ne se limitait pas aux frontières de la métropole. On y construisit le palais de la Porte-Dorée qui abrita le musée des Colonies — aujourd’hui musée de l'Histoire de l'immigration — doté jusqu’en 2003 d’une collection ethnographique unique, ainsi qu’un aquarium tropical toujours ouvert au public et destiné à faire connaître la faune aquatique des colonies.
Une statue de bronze doré, d’une dizaine de mètres de hauteur, fut également érigée. Elle représente la guerrière Athéna, avec une lance, dominant un bassin à plusieurs niveaux. Cette statue de Léon-Ernest Drivier représente La France apportant la paix et la prospérité aux colonies. Après l'exposition, la statue a été placée sur la place Édouard-Renard qui comporte également une grande cascade réalisée par Louis Madeline.
La porte Dorée représente également un accès à la foire du Trône, qui se déroule sur la pelouse de Reuilly durant les mois d’avril et mai. À ce titre, elle draine pendant cette période un public considérable et devient un point de congestion automobile sur les Maréchaux et le boulevard périphérique.

## Bâtiments remarquables et lieux de mémoire

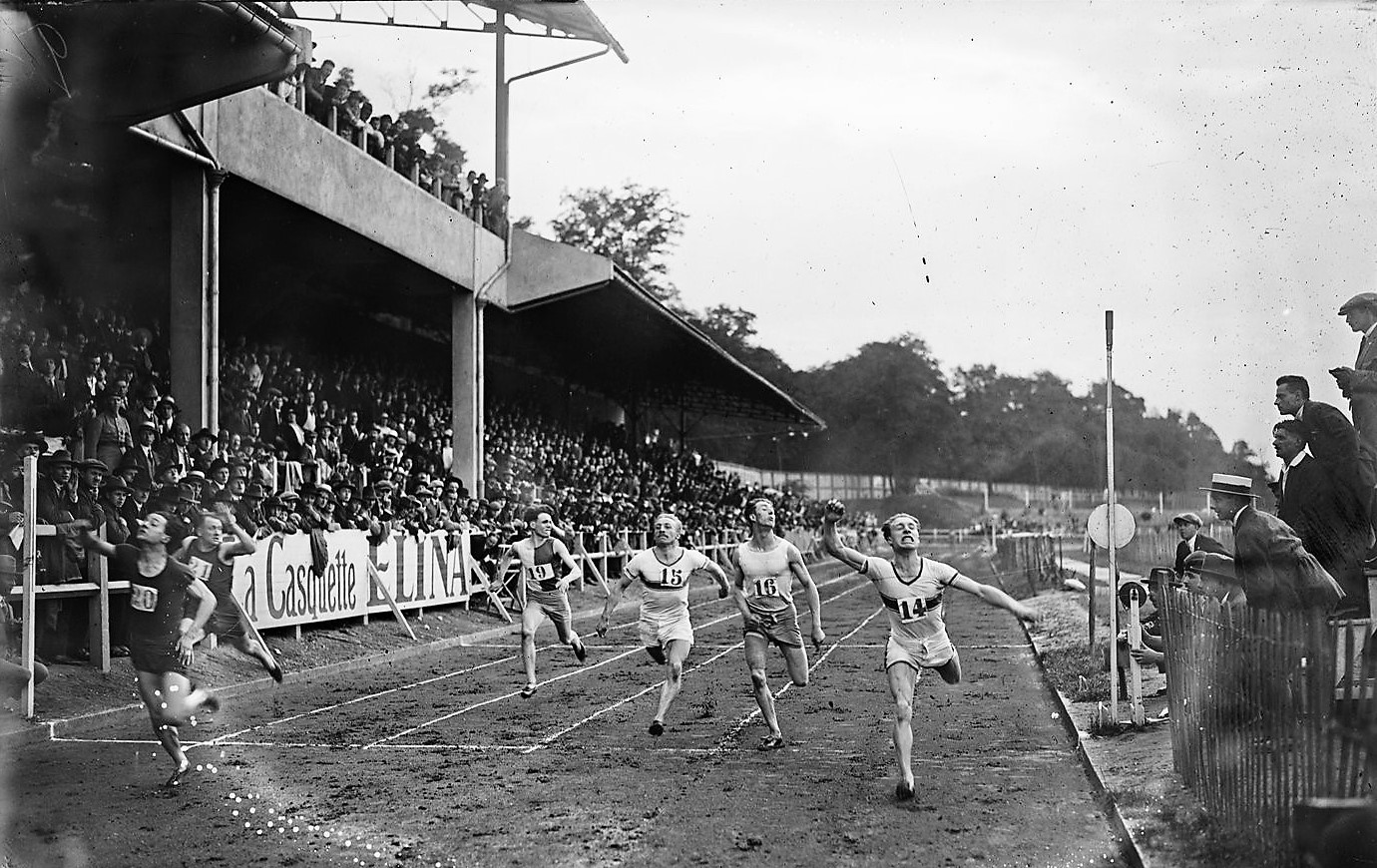
Course d'athlétisme au stade de la Porte-Dorée en 1924.

La porte Dorée est une porte relativement importante de Paris. Elle est composée d'immeubles d'habitation et de squares, et jouxte le bois de Vincennes. Elle offre aussi des points d'accès au Centre sportif Alain-Mimoun (anciennement stade de la Porte-Dorée), au lycée Paul-Valéry voisin, et au cimetière Sud de Saint-Mandé par la rue du Général-Archinard.
C'est également un accès pour se rendre au lycée polyvalent Élisa-Lemonnier, ainsi qu'au complexe sportif Léo-Lagrange situé près de la porte de Reuilly en direction de la porte de Charenton.

## Dans la littérature
- Michel Braudeau, La Porte Dorée, Stock, 2021[5].